# 몬지촌
몬지촌(文字村)은 1955년까지 미야기현 구리하라군에 있던 촌이다. 현재의 구리하라시 구리코마 몬지(栗駒文字)에 해당한다.

## 연혁
- 1889년 4월 1일 - 정촌제 시행에 수반해 구리하라군 몬지촌이 성립하였다.
- 1955년 4월 1일 - 이와가사키정, 구리코마촌 오마쓰촌 도야사키촌  및 히메마쓰촌의 일부를 합병해 구리코마정이 되었다.

## 교육
- 몬지촌립 몬지초등학교
- 몬지촌립 몬지중학교

## 참고서적
- 『미야기현 정촌 합병지』(미야기현 지방과, 1958)